# NN-322
La carretera NN‑322 es una vía departamental secundaria ubicada en el departamento de Chinandega, al noroeste de Nicaragua. Tiene una longitud de 1.52 kilómetros y conecta la Playa Mechapa con la localidad de Venecia, pasando por la playa Isla de Venecia. Esta carretera fue construida entre 2017 y 2018 con el objetivo de facilitar el acceso turístico a los complejos hoteleros de la zona y a la Reserva Natural Estero Padre Ramos, uno de los ecosistemas costeros más importantes del país.

## Trazado y cruces
La siguiente tabla muestra su recorrido, localidades y principales conexiones:
| km   | Localidad             | Departamento | Conexión / Ruta |
| ---- | --------------------- | ------------ | --------------- |
| 0.0  | Playa Mechapa         | Chinandega   |                 |
| 0.7  | Playa Isla de Venecia | Chinandega   |                 |
| 1.52 | Venecia               | Chinandega   |                 |